# 10月30日
10月30日是阳历一年中的第303天（闰年第304天），离全年的结束还有62天。

## 大事记

### 7世紀
- 637年：阿拉伯帝国占领波斯薩珊王朝城市安条克。
- 758年：唐帝國貿易城市广州遭到阿拉伯和波斯海盗攻击。
- 1226年：越南李朝重要官員陳守度趁著李昭皇年幼，安排自己姪兒陳煚獲得禪讓並建立陳朝。
- 1270年：西西里和突尼斯哈夫斯王朝签订协议，十字军解除对突尼斯城的围攻，第八次十字军东征结束。
- 1485年：亨利七世加冕為英格蘭國王，成為都鐸王朝首位國王。
- 1644年：清世祖福临在紫禁城即皇帝位，年號順治。

### 19世紀
- 1805年：法國元帥安德烈·馬塞納在卡爾迪耶羅戰役決定性的擊敗了卡爾大公率領的奧地利軍隊。
- 1863年：在奧托一世遭到政變廢黜後，繼任為希臘國王喬治一世的丹麦威廉王子抵達希臘雅典並施行統治。
- 1864年：由於普丹戰爭的戰敗，丹麥王國簽訂《維也納和約》並宣布放弃石勒苏益格和什列斯威-霍爾斯坦，两地依和約被普鲁士王國和奥地利帝國瓜分。

### 20世紀
- 1905年：俄国沙皇尼古拉二世颁布俄国首部宪法，确立杜马作为立法机关。
- 1911年：由比利時企業家歐內斯特·索爾維舉辦的第一届索爾維會議在布鲁塞尔召开。
- 1911年：蔡锷在昆明举兵发动重九起义。
- 1918年： 第一次世界大战：鄂圖曼土耳其帝國投降。
- 1918年： 馬丁宣言：斯洛伐克各地代表在马丁召开民族会议，宣布和捷克合并成独立的捷克斯洛伐克。
- 1920年：澳大利亚共产党于悉尼成立。
- 1922年：贝尼托·墨索里尼被意大利国王埃马努埃莱三世任命为总理。
- 1925年：英国发明家约翰·罗杰·贝尔德开始通过电视试验传播静止图片。
- 1938年：美國CBS播出改編英國作家H·G·威爾斯著作的廣播劇《世界大戰》時，意外引起民眾恐慌。
- 1941年：第二次世界大战：美国总统富兰克林·罗斯福根据《租借法案》向盟军提供价值10亿美元的物资。
- 1944年：安妮·弗蘭克与其姐被从奥斯威辛集中营转移到贝尔根-贝尔森集中营。
- 1947年：關稅及貿易總協定（GATT，世界貿易組織前身）正式成立。
- 1956年：匈牙利革命中，匈牙利联合政府承认了工人成立的工人委員會。国民卫队司令基拉伊·贝拉下令进攻匈牙利共产党的总部。
- 1960年：英国医生迈克尔·伍德罗夫（英语：Michael Woodruff）在世界上首次实施肾移植手术[來源請求]。
- 1961年：蘇聯在北冰洋新地島進行氫彈沙皇炸彈的引爆測試，為世界上威力最大的核武器。
- 1961年：根据尼基塔·赫鲁晓夫的命令，约瑟夫·斯大林的遗体被从紅場移走，改葬于克里姆林宫墙下一座朴素的陵墓中。
- 1970年：越南遭受洪灾，293人遇难，甚至连越战都一度因此停止[來源請求]。
- 1971年：香港仔珍寶海鮮舫四級大火。
- 1973年：位于土耳其伊斯坦布尔，跨越博斯普鲁斯海峡，连接欧洲和亚洲的博斯普魯斯大橋落成启用。
- 1973年：欧洲常规军备谈判开始[來源請求]。
- 1975年：胡安·卡洛斯一世成为西班牙国家元首，取代了病重的独裁者弗朗西斯科·弗朗哥。
- 1979年：美國科学家首次测出星际空间反物质流。
- 1980年：萨尔瓦多和洪都拉斯签订和约，从法律上结束了1969年的足球战争。
- 1980年：香港政府開始規定15歲以上市民出外必須攜帶身份證。
- 1985年：香港立法局大樓由香港總督尤德主持揭幕儀式，並在該大樓舉行首次會議，新當選的議員宣誓時無須硬性讀出效忠英女皇的誓詞。
- 1985年：挑戰者號太空梭履行STS-61-A，本太空梭的最后一场飞天任务。
- 1989年：由中國共產主義青年團發起倡導並組織中國青少年發展基金會實施的一項社會公益事業“希望工程”设立。
- 1991年：马德里和会（英语：Madrid Conference of 1991）开幕。
- 1995年：日本下令解散奥姆真理教。
- 1995年：加拿大魁北克省舉行第二次獨立投票，50.58%选民反对魁北克独立。

### 21世紀
- 2002年：中国吉林省长春市第一条轻轨通车，同时也是大陆第一条轻轨线路。
- 2003年：马来西亚首相马哈迪·莫哈末最后一次出席国会下议院提呈第八大马计划中期检讨报告[1]。
- 2004年：金鹰卡通卫视于湖南广播电视台开播。
- 2005年：于德累斯顿轰炸中被摧毁的德累斯顿圣母教堂被重建。
- 2007年：恒生指數歷史單日最大成交金額，成交金額首次突破2000億，錄得2098.08億。
- 2012年：影响加勒比地区的飓风桑迪登陆美国新泽西州大西洋城，此次飓风已造成178人死亡。
- 2014年：瑞典成为欧盟首位于巴勒斯坦建交的成员国。
- 2022年：印度古吉拉特邦莫尔比市一座百年吊桥坍塌，上百余人遇难。

## 出生
- 1218年：仲恭天皇，日本第85代天皇（1234年逝世）
- 1513年：雅克·阿米欧，法國人文主义者（1593年逝世）
- 1632年：克里斯多佛·雷恩，英國天文學家、建筑師（1723年逝世）
- 1735年：約翰·亞当斯，美國開國元勛、政治家、律師、外交官、作家，第2任美國總統（1826年逝世）
- 1755年：李光顯，清朝武官官員（1819年逝世）
- 1762年：安德烈·舍尼埃，法國詩人（1794年逝世）
- 1825年：阿德萊德·安妮·普魯克特，英國詩人、慈善家（1864年逝世）
- 1847年：加利莱奥·费拉里斯，義大利物理學家、電力工程師（1897年逝世）
- 1849年：高木兼寬，日本海軍軍醫（1920年逝世）
- 1871年：保羅·瓦勒里，法國作家、詩人（1945年逝世）
- 1873年：弗朗西斯科·馬德羅，墨西哥商人、地主、革命家、作家、政治家，第33任墨西哥總統（1913年逝世）
- 1880年：J·H·律敦治，香港商人和慈善家（1960年逝世）
- 1882年：米哈伊羅·博伊丘克，烏克蘭畫家、烏克蘭國家藝術學術院院長，被處決的文藝復興時期代表性藝術家（1937年逝世）
- 1882年：君特·馮·克魯格，德國陸軍將領（1944年逝世）
- 1882年：小威廉·海爾賽，美國海軍五星上將（1959年逝世）
- 1885年：艾兹拉·庞德，美國詩人、文學家，意象主義詩歌代表人物（1972年逝世）
- 1887年：林茂生，臺灣哲學家，二二八事件受難者（1947年逝世）
- 1895年：格哈德·多馬克，德國病理學家、細菌學家，1939年諾貝爾生理學或医學獎得主（1964年逝世）
- 1895年：迪金森·伍德拉夫·理查兹，美國醫生、生理學家，1956年諾貝爾生理學或医學獎得主（1973年逝世）
- 1900年：拉格納·格拉尼特，芬蘭籍瑞典科學家，1967年諾貝爾生理學或醫學獎得主（1991年逝世）
- 1900年：夏衍，中國劇作家（1995年逝世）
- 1924年：約翰·P·克拉文，美國科學家（2015年逝世）
- 1926年：胡賜道，新加坡政治人物（2023年逝世）
- 1927年：洪一峰，台灣歌手（2010年逝世）
- 1927年：楊福愉，中國生物化學家（2023年逝世）
- 1928年：丹尼爾·那森斯，俄羅斯猶太裔美國分子生物學家，1978年諾貝爾生理學或醫學獎得主（1999年逝世）
- 1931年：陸道培，中國血液病和造血幹細胞移植專家（2025年逝世）
- 1932年：路易·馬盧，法國導演（1995年逝世）
- 1935年：克里斯多夫·雅歌塔，匈牙利裔瑞士女作家（2011年逝世）
- 1938年：艾德·羅特，美國演員（2013年逝世）
- 1939年：利兰·哈特韦尔，美國西雅圖弗雷德·哈金森癌症研究中心總裁、主任，2001年諾貝爾生理學或醫學獎得主
- 1941年：特奥多尔·亨施，德國物理學家，2005年諾貝爾物理學獎得主
- 1945年：亨利·溫克勒，美國男演員、導演、製片人
- 1946年：罗伯特·吉布森，美國太空人
- 1949年：郭家明，香港足球運動員
- 1950年：劉曉慶，中國女演員
- 1951年：小野，台灣作家
- 1953年：查尔斯·马丁·史密斯，美國電影演員、編劇、導演
- 1954年：馮寶寶，香港演員
- 1955年：劉曉庆，中國女演員
- 1956年：湯鎮宗，香港男演員
- 1958年：石川光久，日本動畫製作人、實業家
- 1958年：伊戈爾·帕納林，俄羅斯政治學家
- 1960年：，阿根廷職業足球運動員（2020年逝世）
- 1961年：德米特里·穆拉托夫，俄羅斯《新報》總編輯，2021年諾貝爾和平獎得主
- 1964年：呂明賜，台灣職棒選手
- 1965年：亨利·布拉漢姆，英國電影攝影師
- 1966年：阿布·穆萨布·扎卡维，蓋達組織領導人，賓·拉登副手（2006年逝世）
- 1966年：范國威，香港政界人物
- 1966年：佐蘭·米蘭諾維奇，克羅埃西亞政治人物，現任克羅埃西亞總統
- 1968年：游鴻明，台灣歌手
- 1968年：肖恩·費恩，美國工會工作者
- 1969年：劉欣宏，臺灣男子拳擊運動員
- 1970年：謝軍，中國國際象棋棋手
- 1970年：江宏恩，台灣演員
- 1970年：托瑞·貝勒奇，美國電影製片人、模型製作師，以《流言終結者》知名
- 1971年：安在旭，韓國演員、歌手
- 1971年：喬丹·艾倫伯格，美國數學家、作家
- 1973年：Edge，美國摔角手
- 1976年：梁祖堯，香港演員
- 1978年：金海心，中國歌手
- 1978年：徐婕兒，台灣歌手
- 1978年：馬修·莫里森，美國演員、舞者、音樂人、創作歌手
- 1979年：仲间由紀惠，日本演員、歌手、主持人、配音員
- 1979年：雅雯·史華霍，美國模特兒
- 1980年：鬼束千尋，日本創作歌手
- 1981年：全智賢，韓國演員
- 1981年：仙台惠理，日本女性聲優
- 1981年：，美國社交名媛、模特、「川普集團」副總裁
- 1981年：肖恩·西珀斯，加拿大男演員
- 1982年：許致強，台灣籃球運動員
- 1982年：莊濠全，台灣歌手
- 1982年：馮媛甄，台灣演員
- 1984年：伊娃·佩霍，美國模特兒、演員
- 1984年：李承鉉，美籍韓裔男演員
- 1985年：陳蒨葶，香港歌手、社區工作者
- 1987年：內山夕實，日本女性聲優
- 1988年：賈娜爾·帕里希，美國演員、歌手
- 1988年：居來提，中國歌手、演員
- 1989年：娜斯佳·柳金，美國籍俄裔女子体操運動員
- 1989年：陳梓童，中國女歌手
- 1990年：潘瀟瀟，香港女模特
- 1991年：郭少軒，台灣歌手
- 1992年：陳夢晨，台灣女藝人
- 1994年：春野杏，日本女性聲優
- 1995年：若井友希，日本女性聲優、偶像
- 1995年：徐好，中國女演員
- 1996年：譜久村聖，日本女子偶像團體早安少女組。成員
- 1996年：佐藤勝利，日本歌手、演員
- 1997年：神宫寺勇太，日本男子偶像團體King & Prince成員
- 1997年：蔡恩雨，馬來西亞女歌手
- 1998年：田村芽實，日本男子偶像團體S/mileage成員
- 1998年：謝亞軒，臺灣男子籃球運動員
- 2000年：Giselle，韓國女子偶像團體aespa成員

## 逝世
- 1459年：波焦·布拉喬利尼，意大利文学家及哲学家（1380年出生）
- 1611年：卡尔九世，瑞典瓦萨王朝国王（1550年出生）
- 1626年：威理博·司乃耳，荷兰天文学家、物理学家（1580年出生）
- 1654年：後光明天皇，日本第110代天皇（1643年出生）
- 1757年：奥斯曼三世，奥斯曼帝国第25任苏丹（1699年出生）
- 1757年：愛德華·弗農，英国海军上将（1684年出生）
- 1809年：威廉·卡文迪許-本廷克，英國首相，第三代波特蘭公爵（1738年出生）
- 1816年：腓特烈一世，符腾堡公爵（1754年出生）
- 1883年：罗伯特·福尔克曼，德国浪漫主义时期作曲家（1815年出生）
- 1893年：约翰·阿伯特，首位加拿大本土出生的总理（1821年出生）
- 1903年：尾崎紅葉，日本小說家（1868年出生）
- 1910年：亨利·杜南，瑞士商人、人道主義者，紅十字運動創始人，1901年諾貝爾和平獎得主（1828年出生）
- 1931年：卡爾·尼爾森，丹麥作曲家、指揮家、小提琴家（1865年出生）
- 1945年：冼星海，中國音乐家（1905年出生）
- 1947年：韓相龍，朝鮮日治時期實業家、政治家（1880年出生）
- 1953年：吳稚暉，中華民國政治人物、開國元老，中央研究院院士（1865年出生）
- 1977年：野尻抱影，日本英語文學學者、散文家、天文民俗學家（1885年出生）
- 1990年：郭得勝，香港商人、企業家，新鴻基地產創辦人（1911年出生）
- 1996年：于楓，台灣女歌手（1961年出生）
- 2004年：梁弘志，台湾音乐人及作家（1957年出生）
- 2008年：謝法新，香港政府官员（1931年出生）
- 2009年：克勞德·李維史陀，法国人类学家（1908年出生）
- 2009年：林蛟，香港演員（1923年出生）
- 2010年：野澤那智，日本男性演員、聲優（1938年出生）
- 2012年：徐朝清，中国平民，因爱情天梯的故事而出名（出生年份不明）
- 2014年：吳明修，中華民國建築師（1934年出生）
- 2016年：夏夢，香港演員（1933年出生）
- 2017年：金柱赫，韓國演員（1972年出生）
- 2018年：金庸，中国武侠小说作家（1924年出生）
- 2021年：阿多·坎佩爾，義大利餐飲家，被稱為「提拉米蘇之父」（1928年出生）
- 2021年：伊戈爾·基里洛夫，俄羅斯電視台和廣播電視台主持人（1932年出生）
- 2023年：胡聿賢，中國地震工程學家（1922年出生）
- 2024年：曹惠貞，韓國女子排球運動員（1953年出生）

## 节假日和习俗
- 俄羅斯、 白俄羅斯：政治迫害受害者纪念日
- 斯洛伐克：宣布建国纪念日